# Constante de structure fine
Ne doit pas être confondu avec Constante de structure fine gravitationnelle.
La constante de structure fine est la constante de couplage associée à l'interaction électromagnétique. Elle est sans dimension et son interprétation reste un défi pour la physique moderne.
La constante est ainsi désignée pour des raisons historiques par référence à la structure fine. Le physicien allemand Arnold Sommerfeld (1868-1951) l'a proposée en 1916.
Son symbole conventionnel est {\displaystyle \alpha }. Son expression est :
{\displaystyle \alpha ={\frac {e^{2}}{4\pi \varepsilon _{0}\hbar c}}}
où :
{\displaystyle e} est la charge élémentaire,
{\displaystyle \hbar ={\frac {h}{2\pi }}} est la constante de Planck réduite,
{\displaystyle c} est la célérité de la lumière dans le vide,
{\displaystyle \varepsilon _{0}} est la permittivité du vide.
Sa valeur recommandée par le Comité de données pour la science et la technologie, ajustée en 2014, est :
{\displaystyle \alpha =7{,}297\,352\,566\,4(17)\times 10^{-3}}.

## Définitions
La constante de structure fine, est la constante de couplage,,, sans dimension,,,, associée à l'interaction électromagnétique,,.
La constante de structure fine est notée {\displaystyle \alpha }.
S'il existe plusieurs expressions de la constante de structure fine, le Système international (SI) d'unités privilégie sa relation exacte avec la perméabilité magnétique du vide {\displaystyle \mu _{0}} et les trois autres constantes que sont la vitesse de la lumière dans le vide {\displaystyle c}, la constante de Planck {\displaystyle h} et la charge élémentaire {\displaystyle e},. En effet, la perméabilité magnétique du vide est définie par :
{\displaystyle \mu _{0}=\alpha {\frac {2h}{ce^{2}}}}, de sorte que : {\displaystyle \alpha ={\frac {\mu _{0}ce^{2}}{2h}}}.
La constante de structure fine peut également être définie par :
{\displaystyle \alpha ={\frac {k_{c}e^{2}}{\hbar c}}={\frac {e^{2}}{2\varepsilon _{0}hc}}}
où {\displaystyle k_{c}} est la constante de Coulomb ; {\displaystyle e}, la charge élémentaire ; {\displaystyle \hbar ={\frac {h}{2\pi }}} la constante de Planck réduite ; {\displaystyle c} la célérité de la lumière dans le vide et {\displaystyle \varepsilon _{0}} la permittivité du vide.
Dans le système d'unités naturelles, où les constantes SI sont prises comme unités ({\displaystyle c=h=e=1}), le caractère de {\displaystyle \alpha } comme simple constante de couplage électromagnétique est évident puisque {\displaystyle \mu _{0}={\frac {1}{\varepsilon _{0}}}=2\alpha }.
Dans le système d'unités CGS, l'unité de charge électrique (le Statcoulomb ou l'esu) est définie de telle façon que le facteur de permittivité, {\displaystyle 4\pi \varepsilon _{0}}, qui est sans dimension, soit égal à 1. Par suite, la constante de structure fine est donnée par :
{\displaystyle \alpha ={\frac {e^{2}}{\hbar c}}}.

## Mesure
La définition de {\displaystyle \alpha } fait intervenir plusieurs constantes qui peuvent être mesurées indépendamment. Cependant, l'électrodynamique quantique fournit une manière de mesurer directement {\displaystyle \alpha }, en utilisant l'effet Hall quantique ou l'anomalie du moment magnétique de l'électron.
L'électrodynamique quantique (QED, pour l'anglais quantum electrodynamics) propose une relation entre le moment magnétique de l'électron (autrement dit, le facteur de Landé {\displaystyle g}) et la constante de structure fine {\displaystyle \alpha }. Une nouvelle mesure de {\displaystyle g}, réalisée par une équipe de l'université Harvard en 2006, en utilisant un cyclotron quantique à un électron ainsi que des calculs de QED, impliquant 891 diagrammes de Feynman à quatre boucles, donne l'estimation la plus précise de {\displaystyle \alpha } :
{\displaystyle \alpha ^{-1}=137{,}035\,999\,710(96)}
autrement dit une valeur avec une précision de 0,70 ppb. L'incertitude est dix fois plus petite que la meilleure des méthodes concurrentes utilisant les mesures de recul atomique. Les comparaisons entre les valeurs mesurée et calculée de {\displaystyle g} mettent à l'épreuve les théories QED et posent une limite sur la structure interne possible de l'électron.
En 2014, sa valeur est ajustée par le Comité de données pour la science et la technologie à :
{\displaystyle \alpha =7{,}297\,352\,566\,4(17)\times 10^{-3}}.
En 2020, une équipe française du Laboratoire Kastler Brossel et du Conservatoire national des arts et métiers, en faisant interagir des photons et des atomes de rubidium à très basse température, affine la mesure à 11 chiffres significatifs avec une précision relative de 81 ppt, :
{\displaystyle \alpha ^{-1}=137{,}035\,999\,206}.

## Interprétation physique
La constante de structure fine étant sans dimension, son existence même implique l'existence d'un mécanisme sous-jacent fixant sa valeur. Depuis les années 1920, donner une explication à cette valeur est un défi de la physique moderne. Selon Christoph Schiller, le monde des physiciens se divise en deux groupes : ceux qui n'osent pas relever le défi et ceux qui n'ont pas la moindre idée de la façon de le relever.
La constante de structure fine peut être vue comme le carré du rapport entre la charge élémentaire et la charge de Planck :
{\displaystyle \alpha =\left({\frac {e}{q_{P}}}\right)^{2}}
Pour toute longueur {\displaystyle s} arbitraire, la constante de structure fine est le quotient de deux énergies : (i) l'énergie requise pour rapprocher deux particules de charge élémentaire {\displaystyle e} situées à l'infini, à une distance {\displaystyle s} contre les forces de répulsion électrostatique, et (ii) l'énergie d'un seul photon dont la longueur d'onde est égale à 2π fois la longueur {\displaystyle s} (autrement dit {\displaystyle 2\pi s=\lambda ={\frac {c}{\nu }}} où {\displaystyle \nu } est la fréquence de la radiation associée au photon) :
{\displaystyle \alpha ={\frac {\frac {e^{2}}{4\pi \varepsilon _{0}s}}{h\nu }}={\frac {\frac {e^{2}}{4\pi \varepsilon _{0}s}}{\frac {hc}{2\pi s}}}={\frac {e^{2}}{4\pi \varepsilon _{0}\hbar c}}}

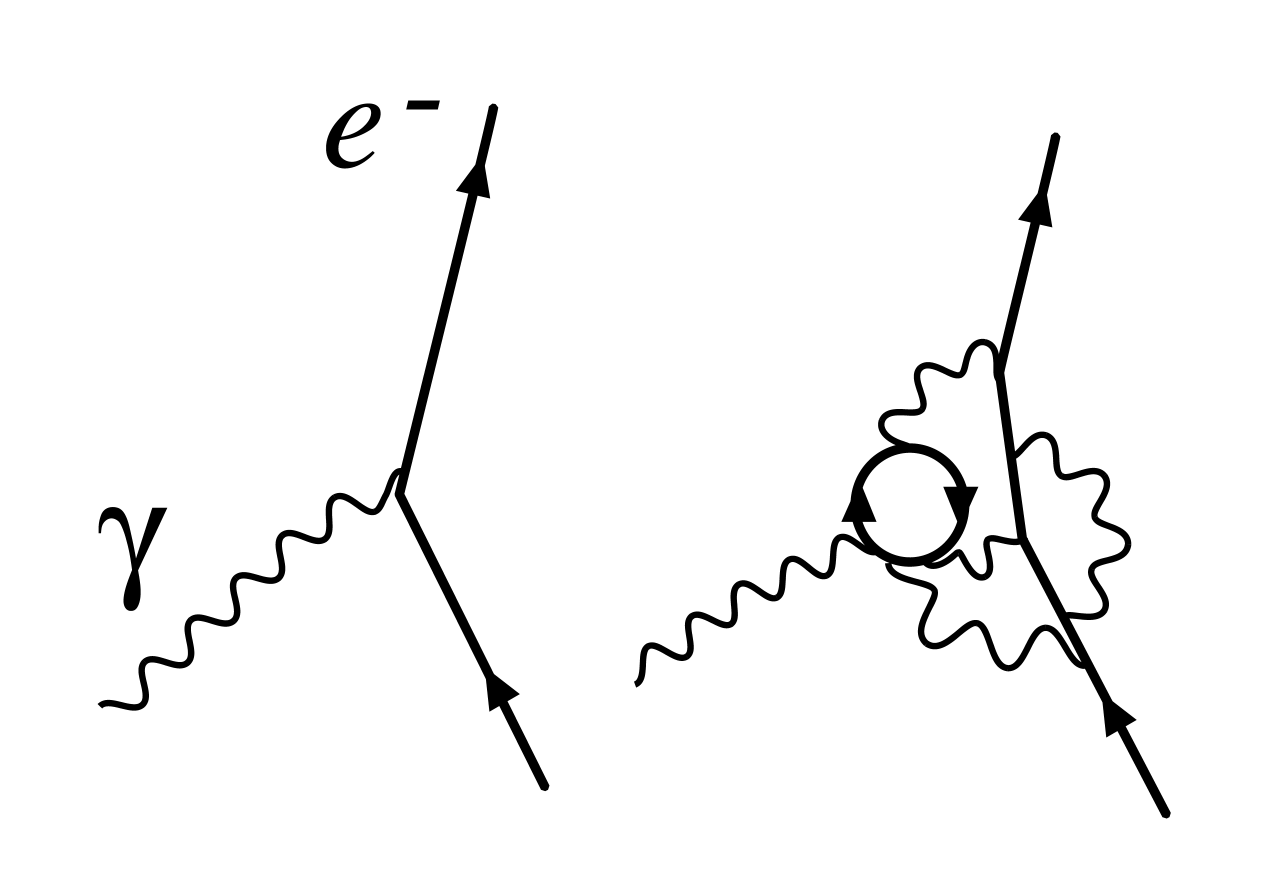
Interaction électron-photon (et sa renormalisation).

En électrodynamique quantique, la constante de structure fine joue le rôle de constante de couplage, représentant la force d'interaction entre les électrons et les photons. Sa valeur ne peut être prédite par la théorie, mais seulement déterminée par des résultats expérimentaux. Il s'agit en fait de l'un des 29 paramètres libres du modèle standard de la physique des particules.
Le fait que {\displaystyle \alpha } soit beaucoup plus petit que 1 permet d'utiliser la théorie des perturbations. Les résultats de cette théorie s'expriment sous forme de séries entières en {\displaystyle \alpha }, où les ordres les plus élevés de {\displaystyle \alpha } sont de moins en moins dominants. Inversement, l'importance des facteurs correspondants en chromodynamique quantique rend la résolution des équations d'interaction forte extrêmement difficile.
Dans la théorie électrofaible, qui unifie l'interaction faible avec l'électromagnétisme, la constante de structure fine est intégrée dans deux autres constantes de couplage associées aux champs de jauge électrofaibles. Dans cette théorie, l'interaction électromagnétique est traitée comme un mélange d'interactions associées aux champs électrofaibles.
D'après la théorie de groupe de renormalisation, la valeur de {\displaystyle \alpha } dépend de l'échelle énergétique considérée. En fait, elle croit logarithmiquement quand l'énergie augmente. La valeur observée pour {\displaystyle \alpha } est associée avec l'échelle énergétique de la masse de l'électron. Cette échelle ne descend pas en deçà car l'électron (et le positon) sont les objets chargés les plus légers. Ainsi, on peut affirmer que 1/137,036 est la valeur de la constante de structure fine à énergie nulle. Par ailleurs, quand on augmente l'échelle des énergies, l'interaction électromagnétique rejoint la valeur des deux autres interactions, ce qui est très important pour les théories de grande unification. Si l'électrodynamique quantique était une théorie exacte, la constante de structure fine divergerait à partir d'une énergie connue sous le nom de pôle de Landau. De ce fait, l'électrodynamique quantique est rendue incohérente hors du cadre de la théorie des perturbations.

## Historique

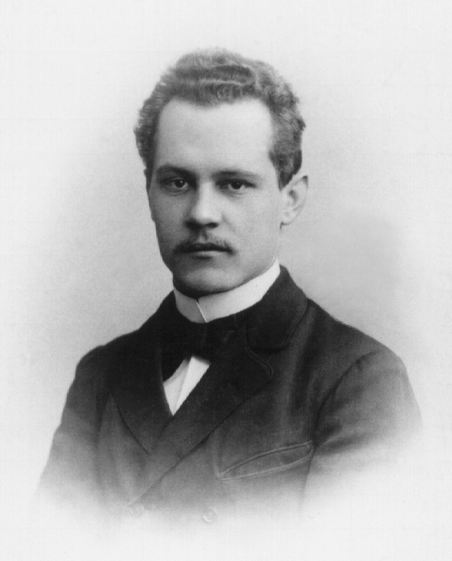
Sommerfeld en 1897.

La constante de structure fine a été introduite pour la première fois en physique en 1916 par Arnold Sommerfeld. Elle mesurait les écarts relativistes entre les raies spectrales atomiques d'après les prédictions du modèle de Bohr.
Historiquement, la première interprétation physique de la constante de structure fine était qu'il s'agissait du rapport entre la célérité de l'électron sur la première orbite circulaire de l'atome de Bohr relativiste et la vitesse de la lumière dans le vide. De façon équivalente, c'était le quotient entre le moment cinétique maximum autorisé par la relativité pour une orbite fermée et le moment cinétique minimum permis par la mécanique quantique. Elle apparaît dans l'analyse de Sommerfeld et détermine la taille de la séparation de la structure fine des raies spectrales de l'hydrogène.

## Caractère constant
Les physiciens se demandent si cette constante en est vraiment une, c’est-à-dire si sa valeur ne varie pas avec le temps et suivant la position. Historiquement, il fut proposé un {\displaystyle \alpha } variable pour résoudre les problèmes liés aux observations cosmologiques,,.
Plus récemment, l'intérêt théorique lié à la variabilité des constantes (et pas seulement {\displaystyle \alpha }) a été motivé par la théorie des cordes et d'autres théories qui vont au-delà du modèle standard de la physique des particules. Les premières expériences qui tentèrent de démontrer cette variabilité, notamment avec l'étude des raies spectrales des objets astronomiques éloignés et la désintégration nucléaire du réacteur nucléaire naturel d'Oklo, ne trouvèrent aucun résultat probant,,,.
Plus récemment, les avancées technologiques ont rendu possible l'évaluation de {\displaystyle \alpha } à une plus grande distance et avec une meilleure précision. En 1999, l'équipe de John K. Webb de l'Université de Nouvelle-Galles du Sud a affirmé avoir détecté une variation de {\displaystyle \alpha },,,.

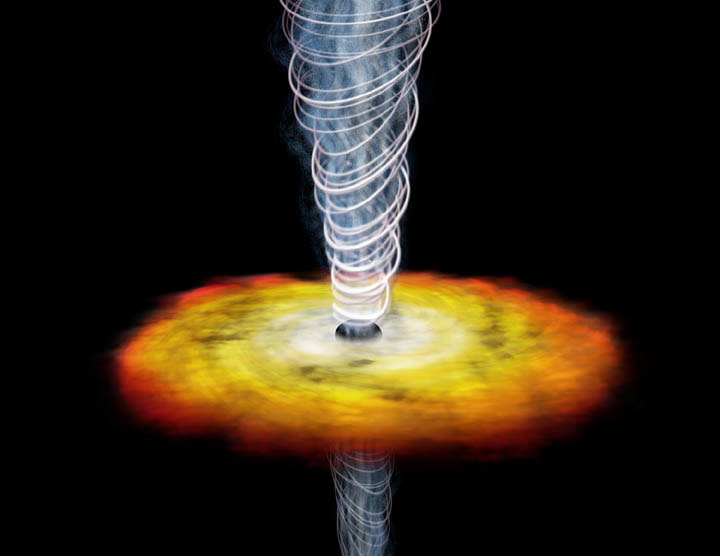
Vue d'artiste du quasar GB1508.

En utilisant les télescopes Keck et une série de données sur 128 quasars avec un décalage vers le rouge de 0,5 < z < 3, Webb et al. ont trouvé que les spectres correspondaient à une faible augmentation de {\displaystyle \alpha } sur 10-12 milliards d'années. Plus précisément, il montrèrent que :
{\displaystyle {\frac {\Delta \alpha }{\alpha }}\ {\stackrel {\mathrm {def} }{=}}\ {\frac {\alpha _{\mathrm {avant} }-\alpha _{\mathrm {maintenant} }}{\alpha _{\mathrm {maintenant} }}}=-0{,}57\pm 0{,}10\times 10^{-5}}
Une étude plus récente de 23 systèmes absorbants menée par Chand et al. utilise le Very Large Telescope et montre qu'il n'y a aucune variation mesurable,:
{\displaystyle {\frac {\Delta \alpha }{\alpha _{\mathrm {em} }}}=-0{,}6\pm 0{,}6\times 10^{-6}}
Le résultat de Chand et al. écarte apparemment la variation avancée par Webb et al., bien qu'il subsiste des incertitudes concernant des erreurs systématiques. Des études complémentaires sont en cours pour obtenir davantage de données. Pour l'instant, tous les autres résultats obtenus confirment la constance de {\displaystyle \alpha }.

## Explication anthropique
La valeur de la constante de structure fine décrit la force relative de l'électromagnétisme. Une valeur légèrement plus grande augmenterait l'attraction ou la répulsion entre particules chargées. Cela changerait la taille des atomes, les bandes d'énergie des électrons, et donc toutes les couleurs dans la nature. Une valeur proche de l'unité conduirait à des interactions si importantes entre particules qu'il ne serait même plus possible de les individualiser, la notion même de particule devenant problématique.
Une explication controversée de la valeur de la constante de structure fine fait appel au principe anthropique. Elle affirme que la valeur de {\displaystyle \alpha } est liée au fait que cette valeur correspond à une stabilité de la matière. Si elle prenait toute autre valeur, la matière, la vie et les êtres humains n'existeraient même pas. Par exemple, en changeant {\displaystyle \alpha } de 4 %, le carbone ne serait plus produit lors de la fusion stellaire. Si {\displaystyle \alpha } était plus grande que 0,1, la fusion ne se produirait pas à l'intérieur des étoiles. Dans le cadre de l'hypothèse d'Andreï Linde où existerait toute une mousse d'univers avec des lois physiques différentes, nous serions simplement dans un de ceux permettant notre existence parce que nous ne pourrions pas par construction être ailleurs.

## Explications numérologiques
La constante de structure fine fut longtemps un objet de fascination pour les physiciens car elle ne semble pas directement liée à des constantes mathématiques. Richard Feynman, l'un des fondateurs de l'électrodynamique, la comparait au « plus grand mystère de la physique : un nombre magique qui va au-delà de la compréhension de l'Homme. ».
Vers la fin de sa vie, le physicien Arthur Eddington crut établir des « preuves » numériques que {\displaystyle {\frac {1}{\alpha }}} serait un nombre entier (136, à l'époque), lié au nombre d'électrons dans l'Univers, quantité qu'il appelait le nombre d'Eddington (et qu'il pensait valoir 136,2136)[réf. nécessaire]. Lorsque des mesures plus fines approchèrent la valeur de 137, Eddington révisa son argumentation, mais non sa conclusion. Cependant, les expériences menées depuis montrent de façon certaine qu'il ne s'agit pas d'un nombre entier.
Ce genre de tentatives ne cessa pas. Ainsi, sur les traces d'Eddington, le mathématicien James J. Gilson suggéra que la constante de structure fine était mathématiquement donnée par :
{\displaystyle \alpha ={\frac {1}{137}}\ {\frac {\sin \left({\frac {\pi }{137\times 29}}\right)}{\frac {\pi }{137\times 29}}}\ {\frac {\cos \left({\frac {\pi }{137}}\right)}{\cos \left({\frac {\pi }{137\times 29}}\right)}}={\frac {29}{\pi }}\ \cos \left({\frac {\pi }{137}}\right)\ \tan \left({\frac {\pi }{137\times 29}}\right)\approx {\frac {1}{137{,}035\,999\,786\,7}}}
avec un grand degré de précision. Mais la communauté des expérimentateurs la considère erronée depuis 2007, car elle s'éloigne de plus de six écarts-types de la meilleure valeur mesurée[réf. nécessaire]. 
Il est aussi possible de construire deux nombres adimensionnels qui sont de l'ordre de {\displaystyle 10^{1}} à partir des propriétés du vide et des constantes fondamentales. Ces relations sont :
{\displaystyle \Pi _{1}=c{\sqrt {\frac {\rho _{c}}{\left(\varepsilon _{0}e^{-2}\right)^{3}\left(k_{B}T\right)^{4}}}}\sim 10}
{\displaystyle \Pi _{2}={\frac {\left(\varepsilon _{0}e^{-2}\right)^{5/2}\left(k_{B}T\right)^{2}h}{\sqrt {\rho _{c}}}}\sim 21.6}
avec {\displaystyle \rho _{c}\sim 9,2\times 10^{-27}~\mathrm {kg} \cdot \mathrm {m} ^{-3}} la densité critique de l'Univers (la valeur de la constante de Hubble est ici d'environ {\displaystyle 70~\mathrm {km} \cdot \mathrm {s} ^{-1}\cdot \mathrm {Mpc} ^{-1}}), {\displaystyle T\sim 2,73~\mathrm {K} } la température du fond diffus cosmologique, {\displaystyle k_{B}\sim 1,381\times 10^{-23}~\mathrm {kg} \cdot \mathrm {m} ^{2}\cdot \mathrm {s} ^{-2}\cdot \mathrm {K} ^{-1}} la constante de Boltzmann, {\displaystyle \varepsilon _{0}\sim 8,854\times 10^{-12}~\mathrm {m} ^{-3}\cdot \mathrm {kg} ^{-1}\cdot \mathrm {s} ^{4}\cdot \mathrm {A} ^{2}} la permittivité du vide, {\displaystyle e\sim 1,602\times 10^{-19}~\mathrm {A} \cdot \mathrm {s} } la charge élémentaire et {\displaystyle h\sim 6,626\times 10^{-34}~\mathrm {J} \cdot \mathrm {s} } la constante de Planck.
Comme la constante de structure fine, ces deux nombres sont sans dimension. La même question que pour l'ordre de grandeur de la constante de structure fine se pose pour ces deux nombres. La constante de structure fine peut alors s'exprimer :
{\displaystyle \alpha ^{-1}=2{\sqrt {\Pi _{1}}}\Pi _{2}}